# Шарон, Александр Михайлович
Александр Михайлович Шарон (фр. Alexandre Charon; 1840—1881) — художник-акварелист, мастер портретной живописи.

## Биография
Александр Шарон родился в 1840 году во французской семье. В 1857 году он поступил учеником в Императорскую Академию художеств по отделу живописи, в класс оригинальных фигур, и за хорошие рисунки был в апреле 1858 года переведен в класс гипсовых голов. Продолжая усердно заниматься рисованием, Шарон выдвинулся из среды других учеников академии: представленные им в 1859 году рисунки были признаны очень хорошими, и в октябре этого года он был переведен в натурный класс. До 1864 года он работал в натурном классе, но затем тяжелые материальные условия заставили его покинуть Академию и добывать себе пропитание портретной живописью. 
В 1870 году он подал в Петербургскую Академию художеств прошение о выдаче ему свидетельства на право преподавать рисование, и так как представленные им рисунки и чертежи были признаны Правлением Академии вполне удовлетворительными, то это свидетельство было ему вскоре выдано. 
Работая по частным заказам, А. М. Шарон написал множество портретов акварелью; с 1875 года он посещал воскресные рисовальные классы при ИАХ и в 1877 году экспонировал на Академической выставке три акварельных портрета для получения звания внеклассного художника. Представленные им портреты графа А. П. Шувалова, госпожи Паль (во весь рост) и госпожи Сокальской были признаны выставочным комитетом достойными награды, и 31 октября 1877 года он получил свидетельство на звание неклассного художника с обязательством перейти в русское подданство и выдержать установленный экзамен при Академии. В последние годы своей жизни А. М. Шарон стал довольно известным в Петербурге художником. 
Александр Михайлович Шарон скончался 27 января (8 февраля) 1881 года.